# Familia Vaublanc
Vaublanc este o familie franceză originară din Bourgogne, înnobilată prin cumpărarea unei funcții de consilier-secretar al regelui (al casei și coroanei Franței), la 1 martie 1697. 
Personalitățile acestei familii sunt Vincent-Marie Viénot de Vaublanc și Jean-Baptiste Bernard Viénot de Vaublanc.

## Blazonul și deviza familiei

Blazonul familiei Vaublanc

Deviza familiei Vaublanc este: Dieu Aidant.

## Genealogie
```
        Charles Viénot de Vaublanc se naște în 
1684

        x 
1719
 Philiberte Janel
        |
        | 
        |
        | --> 
Charles Viénot de Vaublanc
 
1721
 - 
1804

        |       x   Marguerite Bouguelet      
        |      
        |       
        |
        | --> 
Vivant-François Viénot de Vaublanc
 
1725
 - 
1798

                x  Catherine Perrault
                |
                | --> 
Vincent-Marie Viénot de Vaublanc
 
1756
 - 
1845

                |     x Charlotte de Fontenelle
                |      
                | 
                |
                | --> 
Jean-Baptiste Bernard Viénot de Vaublanc
 
1761
 - 
1812

                        x 
1794
 Sophie Pion de Mieslot
                        |
                        | --> Alphonse de Viénot de Vaublanc
                        |
                        | --> 
Vincent-Victor Henri Viénot de Vaublanc
 
1803
 - 
1874

                        x 
1841
 Jeanne de Raisme
```